# Ennio Fiaschi
Ennio Fiaschi (Uliveto Terme, 2 ottobre 1945) è un ex calciatore italiano, di ruolo centrocampista o attaccante.
Giocava anche nel ruolo di ala.

## Carriera
Toscano d'origine, Fiaschi si trasferì sin da adolescente al Nord, dove trovò lavoro alla Fiat come tornitore. In quel periodo iniziò a dare i primi calci al pallone a livello dilettantistico nel Savigliano. Passò al Cuneo per poi trasferirsi in Puglia nel Novoli, sempre conciliando sport e lavoro.
Il primo salto di qualità della sua carriera avvenne nel 1972-1973, quando venne acquistato dal Lecce dove rimase per tre anni. Anche nel capoluogo salentino continuò a fare il calciatore-lavoratore, svolgendo anche il mestiere di imbianchino.
Dopo una breve parentesi nel Vigevano, conseguì il passaggio al professionismo nelle file del Novara in Serie B. Nell'unica stagione disputata in maglia azzurra scende in campo 35 volte segnando 9 reti.
Nel 1976 venne acquistato dal Verona, con cui esordirà in Serie A, dove verrà utilizzato in un ruolo diverso dall'attacco nel quale il giocatore era abituato, vista l'inamovibilità della coppia d'attacco Gianfranco Zigoni-Livio Luppi. Mise a segno una doppietta contro la Juventus di Zoff nel girone eliminatorio della Coppa Italia 1977-78.
Dopo due campionati in gialloblù, chiusi entrambi con la salvezza degli scaligeri passò al Como ottenendo la promozione dalla Serie C1 alla Serie B. Chiuse la carriera agonistica nella Rhodense in Serie C2 rimanendo nell'ambiente come direttore sportivo.
In carriera ha totalizzato complessivamente 40 presenze e 4 reti in Serie A e 49 presenze e 9 reti in Serie B.

## Palmarès

### Club

#### Competizioni nazionali
- Serie B: 1

Como: 1979-1980
- Serie C1: 1

Como: 1978-1979
- Serie C2: 1

Rhodense: 1980-1981